# Otakar Německý
Otakar Německý (ur. 2 marca 1902 w Novym Měscie na Moravě, zm. 18 marca 1967 w Brnie) – czechosłowacki biegacz narciarski i specjalista kombinacji norweskiej, trzykrotny medalista mistrzostw świata.

## Kariera
Uczestniczył w zawodach w latach 20. XX wieku. Jego olimpijskim debiutem były igrzyska olimpijskie w Chamonix w 1924 roku, gdzie wystartował w zawodach kombinacji norweskiej, których jednak nie ukończył. Cztery lata później, podczas igrzysk olimpijskich w Sankt Moritz był dziewiąty w kombinacji, a w biegu na 18 km techniką klasyczną zajął 16. miejsce.
W 1925 roku wystartował na mistrzostwach świata w Jańskich Łaźniach zdobywając złote medale w biegu na 18 km oraz w kombinacji norweskiej. Został tym samym pierwszym w historii mistrzem świata w obu tych konkurencjach. Wystartował także na mistrzostwach świata Cortina d’Ampezzo, gdzie wywalczył srebrny medal w kombinacji, ulegając jedynie swemu rodakowi Rudolfowi Burkertowi.
Jego brat – Josef Německý również reprezentował Czechosłowację w biegach narciarskich.

## Osiągnięcia w kombinacji norweskiej

### Igrzyska olimpijskie
| Miejsce | Dzień     | Rok  | Miejscowość  | Konkurencja   | Wynik      | Strata     | Zwycięzca            |
| ------- | --------- | ---- | ------------ | ------------- | ---------- | ---------- | -------------------- |
| DNF     | 4 lutego  | 1924 | Chamonix     | Indywidualnie | 18.906 pkt | -          | Thorleif Haug        |
| 9.      | 18 lutego | 1928 | Sankt Moritz | Indywidualnie | 17.833 pkt | -4.843 pkt | Johan Grøttumsbråten |

### Mistrzostwa świata
| Miejsce | Dzień     | Rok  | Miejscowość       | Konkurencja   | Czas biegu | Strata     | Zwycięzca      |
| ------- | --------- | ---- | ----------------- | ------------- | ---------- | ---------- | -------------- |
| 1.      | 12 lutego | 1925 | Jańskie Łaźnie    | Indywidualnie | ?          | -          | -              |
| 2.      | 2 lutego  | 1927 | Cortina d’Ampezzo | Indywidualnie | 17.947 pkt | -0.302 pkt | Rudolf Burkert |

## Osiągnięcia w biegach narciarskich

### Igrzyska olimpijskie
| Miejsce | Dzień     | Rok  | Miejscowość  | Konkurencja             | Wynik   | Strata | Zwycięzca            |
| ------- | --------- | ---- | ------------ | ----------------------- | ------- | ------ | -------------------- |
| 16.     | 17 lutego | 1928 | Sankt Moritz | 18 km stylem klasycznym | 1:37:01 | +19:19 | Johan Grøttumsbråten |

### Mistrzostwa świata
| Miejsce | Dzień     | Rok  | Miejscowość       | Konkurencja             | Czas biegu | Strata | Zwycięzca     |
| ------- | --------- | ---- | ----------------- | ----------------------- | ---------- | ------ | ------------- |
| 1.      | 12 lutego | 1925 | Jańskie Łaźnie    | 18 km stylem klasycznym | 1:43:38    | -      | -             |
| 7.      | 7 lutego  | 1927 | Cortina d’Ampezzo | 18 km stylem klasycznym | 1:23:55    | +7,26  | John Lindgren |